# Sebastian Kneipp
Sebastian Kneipp (Stephansried, 17 de maio de 1821 — Bad Wörishofen, 17 de junho de 1897) foi um sacerdote católico  e defensor do naturismo que se dedicou ao estudo e promoção da hidroterapia. Foi director das termas de Bad Wörishofen e criador da Terapia Kneipp, uma estratégia hidroterapêutica e dietética ainda em uso.